# Hymenobolus
Hymenobolus — рід грибів. Назва вперше опублікована 1845 року.